# Gulfläckig ögonbagge
Gulfläckig ögonbagge (Phytobaenus amabilis) är en skalbaggsart som beskrevs av F. Sahlberg 1834. Gulfläckig ögonbagge ingår i släktet Phytobaenus, och familjen ögonbaggar. Enligt den finländska rödlistan är arten nära hotad i Finland. Enligt den svenska rödlistan är arten nationellt utdöd i Sverige. . Arten har tidigare förekommit i Götaland men är numera lokalt utdöd. Artens livsmiljö är naturmoskogar.